# Пенза III
Пе́нза III — железнодорожная станция Пензенского региона Куйбышевской железной дороги, крупный железнодорожный узел, станция стыкования постоянного и переменного тока. Расположена в городе Пензе Пензенской области.

## История
В 1893 году Обществом Рязано-Уральской железной дороги началось строительство линии Пенза — Сердобск, которое закончилось в 1896 году. Станция Пенза III была открыта 1 декабря 1896 года. Вместе с вокзалом были построены паровозное депо, железнодорожные мастерские, жилые дома для железнодорожников. В 1908 году был построен дом для отдыха локомотивных бригад.
Со станции Пенза III отправлялись в другие районы страны зерно, хлеб, лес, бумага, крахмал, патока, ввозились нефтепродукты, сахар, мука, уголь, рыба

### Памятник чехословацким легионерам

Памятный знак чехословацким легионерам

В марте 2015 года на железнодорожной станции был установлен памятный знак-кенотаф чехословацким легионерам, погибшим в 1918 году в боях с большевистским гарнизоном г. Пензы, пытавшимся их разоружить. Надпись на монументе гласит:
Чехословацким легионерам, павшим на пути к своей Родине. Пенза. 21.03 — 30.05.1918
Мемориал содержит имена всех чешских легионеров, которые погибли в Пензе: как сражавшихся с местными большевиками (белочехов), так и перешедших на сторону большевиков (красночехов). Имена на мемориале указаны на чешском языке.
Официальное открытие мемориала состоялось 23 октября 2015 года. В церемонии открытия приняла участия официальная делегация Чешской Республики во главе с заместителем председателя Палаты депутатов Парламента Чехии Петром Газдиком.
Памятник вызвал неоднозначную реакцию в народе. Против установки памятника выступали представители местных левых партий и движений: молодежной организации «Поколение Нового Времени» и КПРФ.

## Техническая информация
Станция Пенза III по характеру работы является сортировочной станцией, по объёму выполняемой работы — внеклассная, станция стыкования разного рода электрической тяги. Состоит из 4-х парков: Центральной системы (ЦС), приёмо-отправочного парка, предгорочного парка и парка Кривозёровка. В чётной горловине станции ЦС находится локомотивное депо ТЧ-3 Пенза с собственным парком локомотивов, работающих как на постоянном, так и на переменном токе. Пост маршрутно-релейной централизации стрелок и сигналов расположен у пассажирского здания. В парке ЦС расположена автоматизированная сортировочная горка с постом ГАЦ. В парке расположен переезд без дежурного (265 км + 566 м). На станции находится эксплуатационное вагонное депо Пенза (ВЧДЭ-2 Пенза).
Станция находится на автономном управлении. Комплексный контроль за техническим состоянием путей осуществляет Пензенская дистанция пути (ПЧ-2 Пенза). Контроль за техническим обслуживанием и ремонтом устройств автоматики и телемеханики осуществляет Пензенская дистанция сигнализации, централизации и блокировки (ШЧ-1 Пенза). Техническое и хозяйственное обслуживание тяговых подстанций и контактной сети обеспечивает Пензенская дистанция электроснабжения (ЭЧ-1 Пенза). Устройства связи обслуживает Пензенский региональный центр связи (РЦС-1 Пенза).

### Границы станции
Границами станции являются:
- В нечётном направлении:

Со стороны станции Пенза I: по I главному пути входной светофор литера «НП1».
Со стороны станции Пенза IV: по I главному пути входной светофор литера «НП4».
Со стороны станции Пенза II: по III главному пути входной светофор литера «НП2», по II главному пути дополнительный входной светофор литера «НП2Д».

### Прилегающие к станции перегоны
- В нечётном направлении:
  - Пенза 3 (чётная система) — Ардым — двухпутный. 
 По I главному пути двусторонняя автоблокировка для движения пассажирских и грузовых поездов обоих направлений. Путь является правильным для движения нечётных поездов.
По II главному пути двусторонняя автоблокировка для движения пассажирских и грузовых поездов обоих направлений. Путь является правильным для движения чётных поездов[9].
- В чётном направлении:
  - Пенза 3 (нечётная система) — Пенза IV — однопутный. Двусторонняя автоблокировка без проходных светофоров для движения грузовых поездов обоих направлений.
  - Пенза 3 (нечётная система) — Пенза I — однопутный. Двусторонняя автоблокировка без проходных светофоров для движения пассажирских и грузовых поездов обоих направлений.
  - Пенза 3 (нечётная система) — Пенза II — двухпутный.
 По II главному пути двусторонняя автоблокировка без проходных светофоров для движения грузовых поездов обоих направлений. Путь является правильным для движения чётных поездов.
По III главному пути двусторонняя автоблокировка без проходных светофоров для движения грузовых поездов обоих направлений. Путь является правильным для движения нечётных поездов[9].

## Пригородное следование
| № поезда | Маршрут движения    | № поезда | Маршрут движения    |
| -------- | ------------------- | -------- | ------------------- |
| 6041     | Пенза I — Ртищево I | 6042     | Ртищево I — Пенза I |
| 6045     | Пенза I — Ртищево I | 6046     | Ртищево I — Пенза I |

## Деятельность
На станции осуществляются:
- продажа пассажирских билетов, приём и выдача багажа не производятся;
- приём и выдача грузов повагонными и мелкими отправками, загружаемых целыми вагонами, только на подъездных путях и местах необщего пользования;
- приём и выдача грузов в универсальных контейнерах массой брутто 3,3 (5) и 5,5 (6) т на подъездных путях[10].

## Галерея

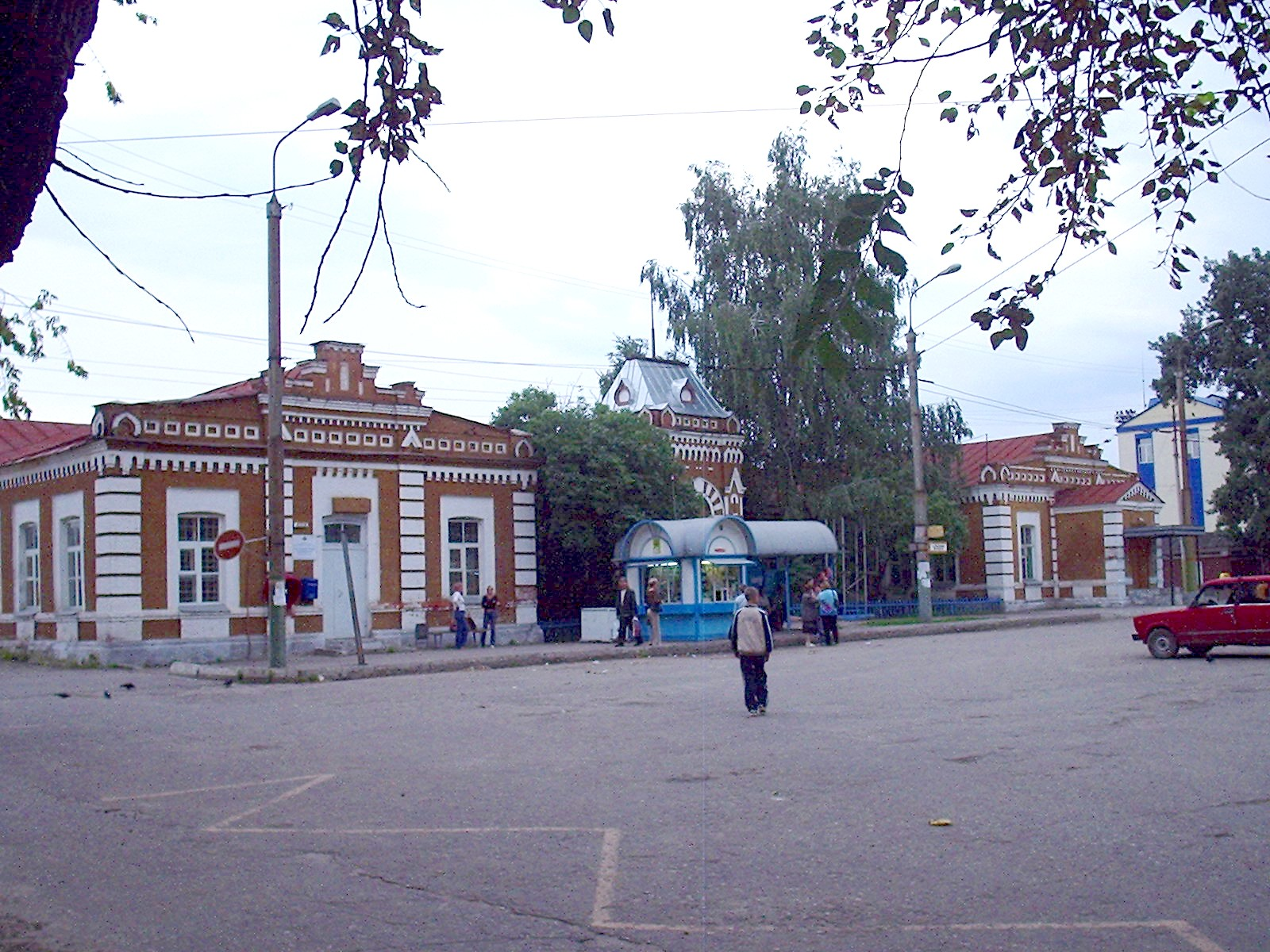
Вокзал станции. 2006 год
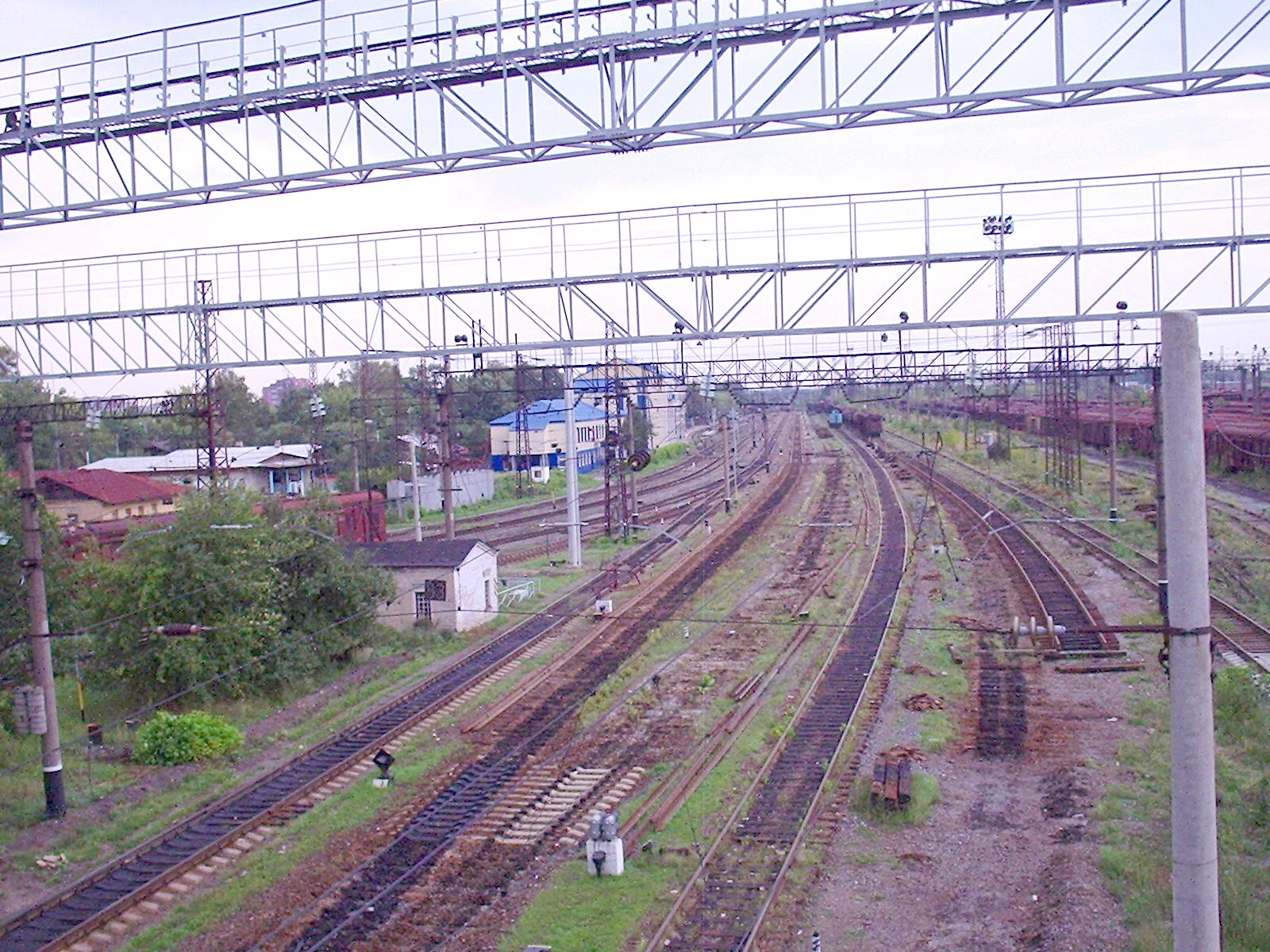
Инфраструктура станции. 2006 год
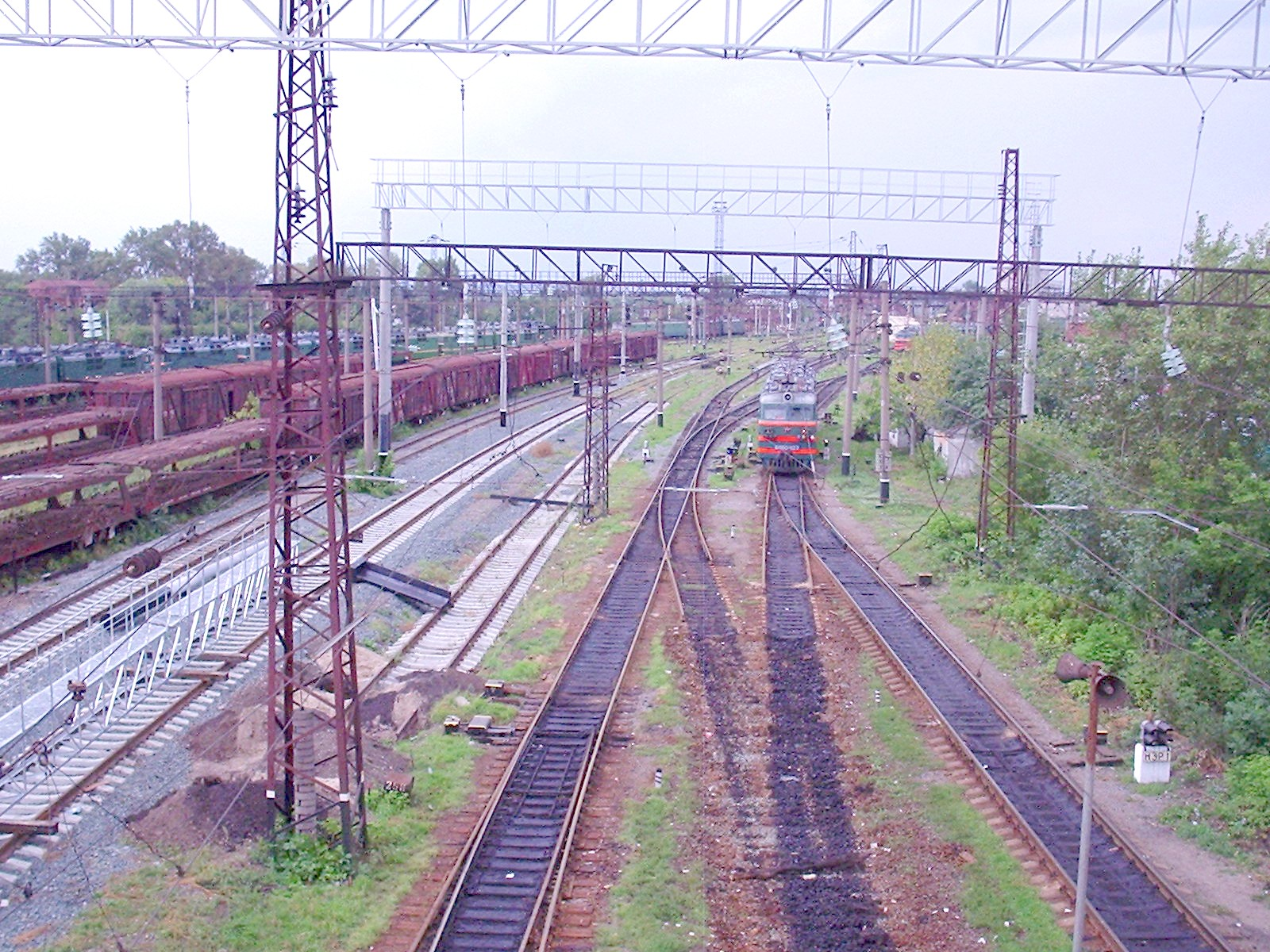
Инфраструктура станции. 2006 год
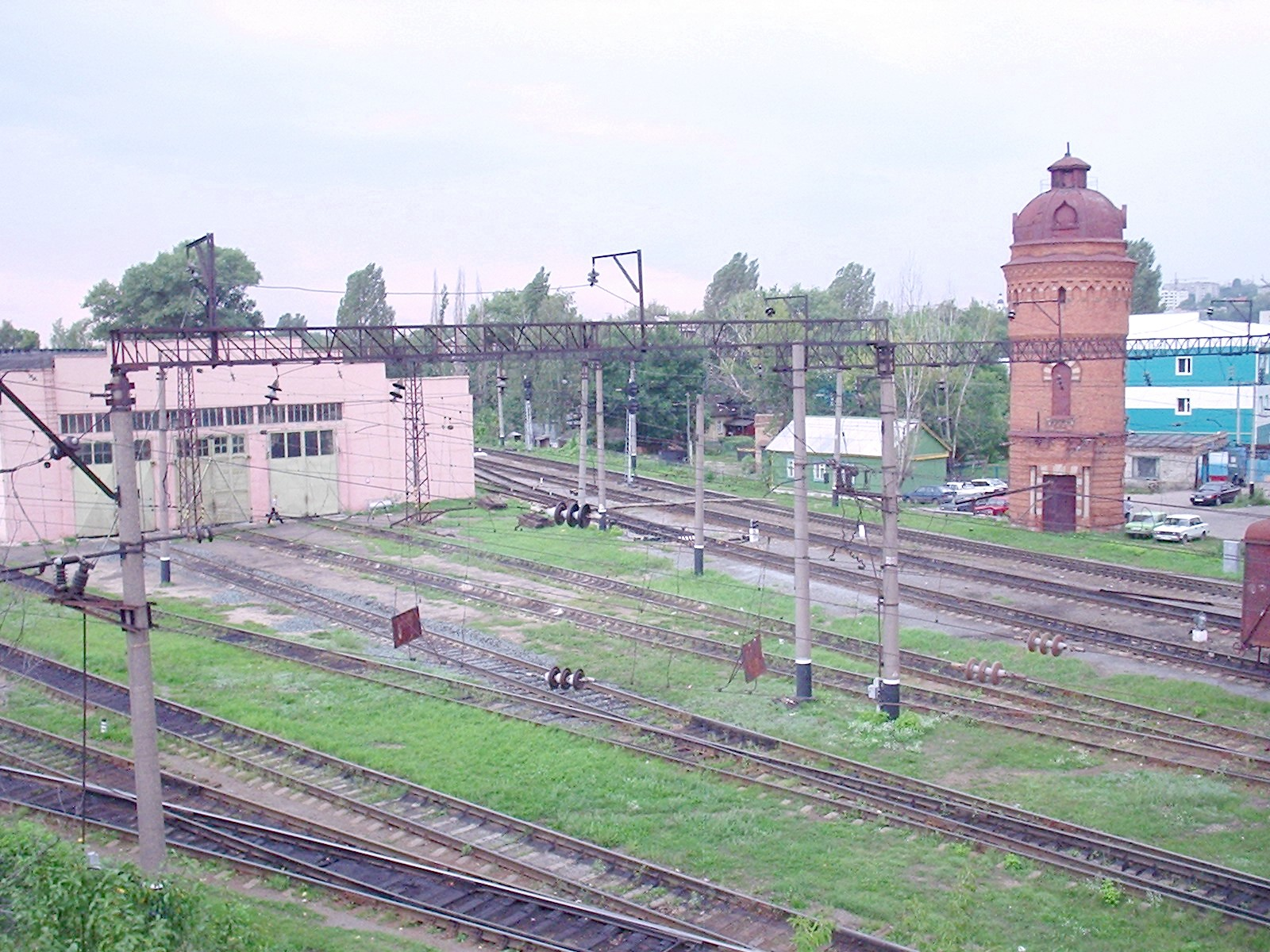
Локомотивное депо на станции. 2006 год
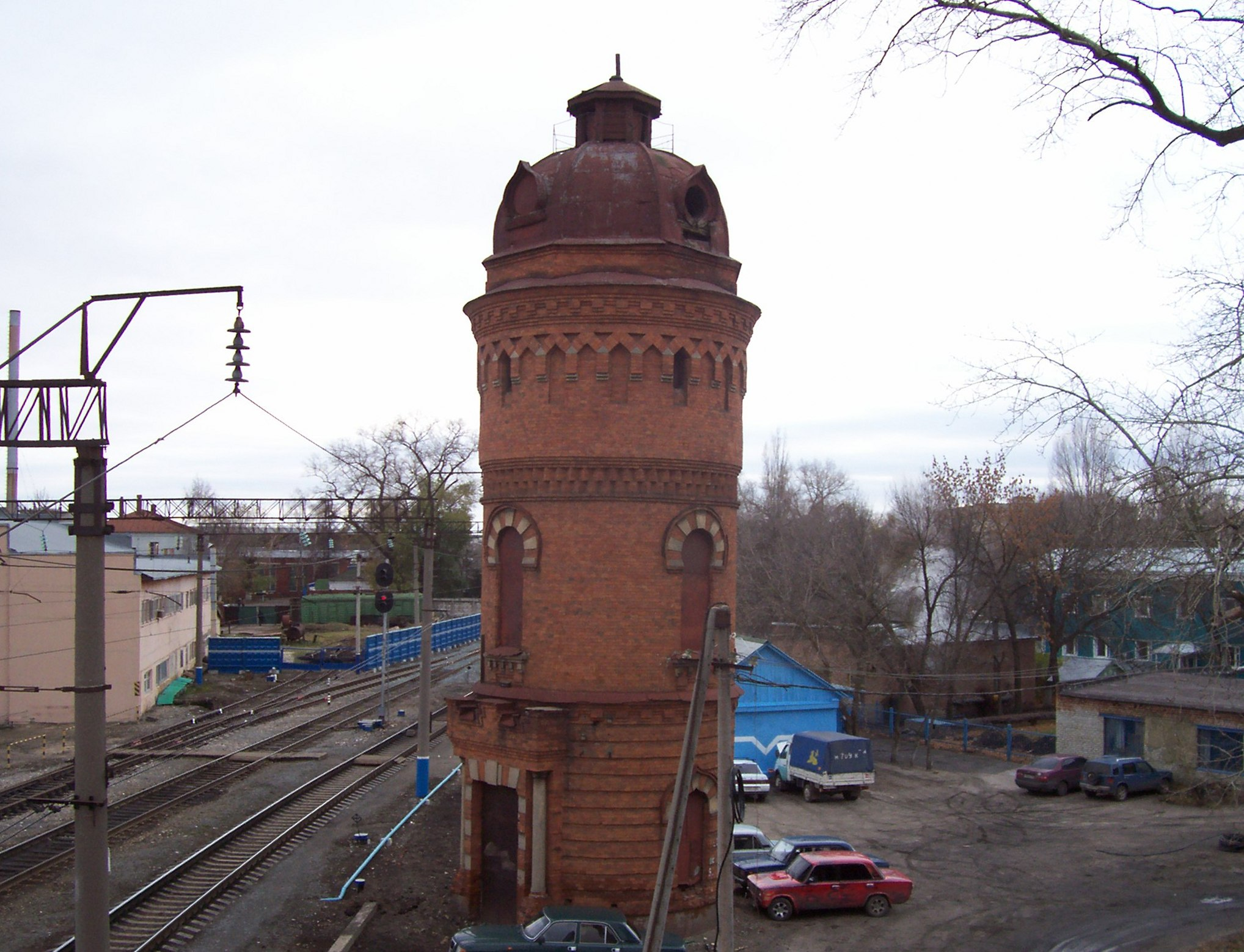
Инфраструктура станции. 2009 год
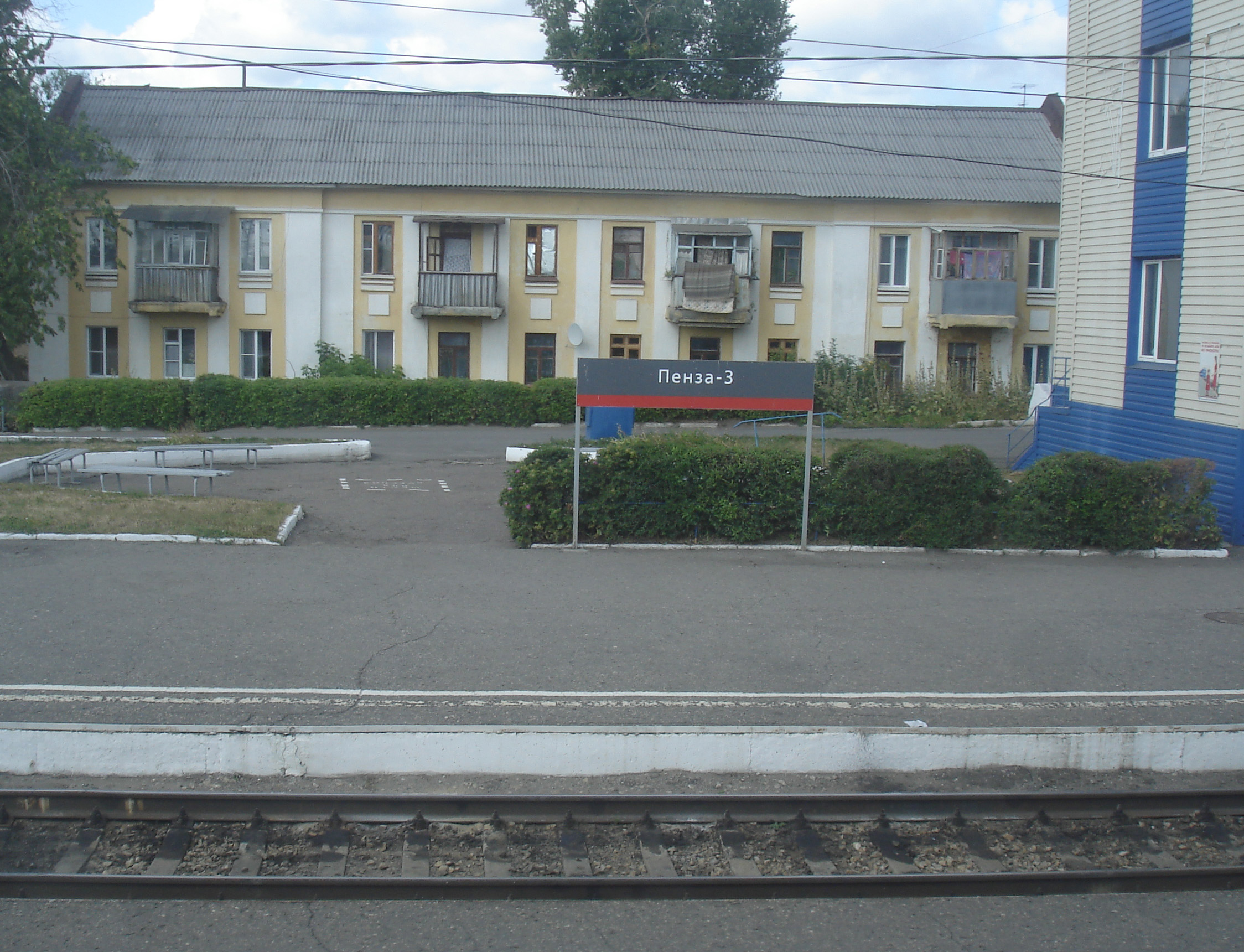
Инфраструктура станции. 2014 год